# Rolls-Royce Goshawk
Pour les articles homonymes, voir Goshawk.
Le Rolls-Royce Goshawk est un moteur d'avion conçu par Rolls-Royce dans les années 1930. Il s'agit d'une évolution du Rolls-Royce Kestrel avec un refroidissement par évaporation. Il fournit une puissance de 660 ch. Il équipait le Short Knuckleduster (en) (hydravion), ainsi que le Supermarine Type 224 (prédécesseur du Supermarine Spitfire).